# Amblin Partners
Storyteller Distribution Co., LLC, făcând afaceri ca Amblin Partners, LLC., este o companie americană independentă de producție de divertisment. Aceasta dezvoltă și produce filme sub marca Amblin Entertainment sau DreamWorks Pictures, precum și seriale de televiziune prin Amblin Television.
Printre partenerii de investiții ai companiei se numără Reliance Entertainment (Reliance Group), Lionsgate Studios, Alibaba Pictures (Alibaba Group) și Universal Pictures (NBCUniversal / Comcast).
Filmele produse de Amblin Partners sunt distribuite în principal de Universal în America de Nord și anumite teritorii internaționale și de către distribuitori terți prin Mister Smith Entertainment în alte țări.

## Istorie
Amblin Partners, LLC. a fost fondată de Steven Spielberg, Jeff Skoll de la Participant Media, Anil Ambani de la Reliance Anil Dhirubhai Ambani Group și Darren Throop de la Entertainment One la 16 decembrie 2015. 
Compania urma să se concentreze în primul rând pe producerea și distribuirea de filme și televiziune folosind mărcile DreamWorks Pictures, Amblin Entertainment și Participant Media.
Pentru filme, este folosită marca originală DreamWorks pentru conținut pentru adulți, marca Amblin pentru conținut adecvat pentru familii (cu excepția filmului din 2023 Maestro, care este evaluat R) și marca Participant pentru conținut de justiție socială, cu toate că ultima a rămas o companie separată.
În aceeași zi cu formarea companiei, Amblin Partners a anunțat că a încheiat un contract de distribuție pe cinci ani cu Universal, prin care filmele vor fi distribuite și comercializate fie sub sigla Universal, fie deFocus Features⁠(d). Fata din tren a fost primul film lansat în baza contractului. Mister Smith Entertainment, care și-a început contractul de distribuție internațională cu DreamWorks în august 2012, a continuat să se ocupe de distribuția filmelor Amblin Partners în Europa, Orientul Mijlociu și Africa.
La 9 octombrie 2016, Amblin Partners a încheiat un acord cu Alibaba Pictures⁠(d) din China, prin care Alibaba a cumpărat acțiuni minoritare în companie și se va ocupa de marketing, asistență la distribuție și comercializare a filmelor Amblin Partners în China, pe lângă cofinanțarea filmelor Amblin și DreamWorks Pictures din întreaga lume.
La 15 februarie 2017, Comcast (Universal) a cumpărat acțiuni minoritare în compania Amblin Partners,  întărind relația dintre Universal și Amblin.
La 18 decembrie 2017, Amblin Partners a semnat un contract cu BMG Rights Management, care acoperă drepturile de autor pentru muzica din filmele și serialele de televiziune Amblin.